# Dzmitryj Daŭhalënak
Dzmitryj Aljaksandravič Daŭhalënak (in bielorusso Дзмітрый Аляксандравіч Даўгалёнак?, in russo Дмитрий Александрович Довгалёнок?, Dmitrij Aleksandrovič Dobgalënok; Mhlio, 14 dicembre 1971) è un ex canoista bielorusso, fino al 1991 sovietico.

## Palmarès

### Olimpiadi
- 1 medaglia[1]:
  - 1 oro (Barcellona 1992 nel C2 500 m)

### Mondiali
- 1 medaglia[2]:
  - 1 oro (Città del Messico 1994 nel C2 200 m)